# Trattato di Pace Eterna (1686)
Il trattato di Pace Eterna (Вечный мир in russo, Amžinoji taika in lituano, Pokój wieczysty in polacco, nella tradizione polacca Pace di Grzymułtowski, Pokój Grzymułtowskiego in polacco) fu ratificato il 6 maggio 1686 a Mosca tra i rappresentanti della Russia e della Confederazione polacco-lituana. Per i russi firmò il knjaz Vasilj Vasil'evič Golicyn, mentre per i polacco-lituani firmarono il voivoda di Poznań Krzysztof Grzymułtowski ed il cancelliere della Lituania Marcjan Aleksander Ogiński.
Il trattato confermò la tregua di Andrusovo del 1667. Consisteva in un preambolo e 33 articoli. Il trattato assicurava alla Russia il possesso della riva sinistra ucraina più la città di Kiev, quest'ultima posta sulla sponda destra del Dnepr. 146.000 rubli dovevano essere pagati alla Polonia come compensazione per la perdita della sponda sinistra. La regione della Sič di Zaporižžja, le terre siveriane, le città di Černihiv, Starodub, Smolensk e i suoi dintorni furono cedute alla Russia, mentre la Polonia mantenne il possesso della riva destra ucraina. 
Entrambe le parti concordarono di non firmare un trattato separato con l'Impero ottomano. Firmando questo trattato, la Russia divenne un membro della coalizione anti-turca, che comprendeva anche il Commonwealth polacco-lituano, il Sacro Romano Impero e la Repubblica di Venezia. La Russia si impegnò ad organizzare una campagna militare contro il Khanato di Crimea, che portò alla guerra russo-turca (1686-1700).
Il trattato fu un grande successo per la diplomazia russa. Fortemente osteggiato in Polonia, non fu ratificato dal Sejm fino al 1710. La legittimità legale della sua ratifica è stata contestata.
I confini tra la Russia e la Confederazione stabiliti dal trattato rimasero in vigore fino alla prima spartizione della Polonia del 1772.